# Ouembaïri
Ouembaïri est une commune rurale située dans le département de Boussou de la province du Zondoma dans la région Nord au Burkina Faso.

## Géographie
Ouembaïri se trouve à 2 km à l'ouest de Boussou, le chef-lieu du département, et à environ 40 km au sud-ouest de Gourcy et de la route nationale 2.

## Santé et éducation
Le centre de soins le plus proche d'Ouembaïri est le centre de santé et de promotion sociale (CSPS) de Boussou tandis que le centre médical se trouve à Gourcy.
Le plus proche des trois collèges d'enseignement général (CEG) du département est celui de Boussou qui accueille également depuis 1996 le lycée départemental.